# Liniak (jezioro)
Liniak lub Linok (niem. Stiller See) – jezioro w Polsce, w województwie warmińsko-mazurskim, w powiecie olsztyńskim, w gminie Purda.

## Położenie i charakterystyka
Jezioro leży na Pojezierzu Olsztyńskim (842.81), natomiast w regionalizacji przyrodniczo-leśnej – w mezoregionie Pojezierza Mrągowskiego. Otoczenie stanowią lasy należące do nadleśnictwa Olsztyn. Leży na obszarze zlewni Kośnika na odcinku od jeziora Kośno do kanału Purdka.
Do 1958 roku jezioro nosiło niemiecką nazwę Stiller See. Na mapach było też zaznaczane jako Linock See.

## Morfometria
Według danych uzyskanych poprzez planimetrię jeziora na mapach w skali 1:50 000 opracowanych w Państwowym Układzie Współrzędnych 1965, zgodnie z poziomem odniesienia Kronsztadt, powierzchnia zbiornika wodnego to 5,6 ha.
Według danych Urzędu Gminy Purda powierzchnia akwenu wynosi 3,58 ha, a głębokość maksymalna to 4 m.
Natomiast według załącznika do „Programu małej retencji województwa warmińsko-mazurskiego na lata 2006–2015” zbiornik wodny zajmuje obszar 3,40 ha, średnia głębokość to 1,8 m, a maksymalna wynosi 2,8 m. Objętość jeziora wynosi 61 tys. m³.
Według numerycznego modelu terenu udostępnionego przez Geoportal lustro wody znajduje się na wysokości 130,4 m n.p.m.

## Przyroda
Jezioro leży na terenie utworzonego w 1998 Obszaru Chronionego Krajobrazu Pojezierza Olsztyńskiego o łącznej powierzchni 40 997,4 ha.